# 日向で水浴する女たち

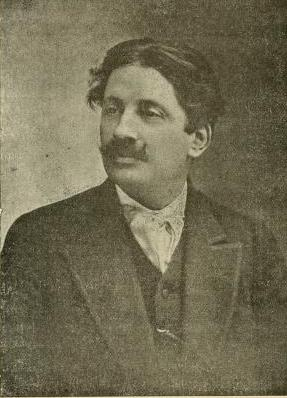
デオダ・ド・セヴラック

『日向で水浴する女たち』（ひなたですいよくするおんなたち、フランス語: Baigneuses au soleil）は、デオダ・ド・セヴラックが1908年に作曲したピアノ曲で、「海に臨むパニュルスの思い出」という副題を持つ。『太陽の下で水浴する女たち』、『沐浴する娘たち』の訳題も用いられる。

## 概要
本作は当初、『セルダーニャ』に組み込まれる予定であったが、最終的には単独の楽曲として発表された。1909年年4月24日に第364回国民音楽協会演奏会にてブランシュ・セルヴァによって初演された。楽譜は1909年にル・アール・エ・ルロール社から出版された。

## 楽曲
地中海の太陽が降り注ぐ浜辺で水浴する女たち、といった絵画的なイメージを喚起する。散りばめられたアッポジャトゥーラ、急速な上昇音階、次いで優しく澄んだ響きをもって現れる旋律は、その特徴ある軽やかなリズムと共に煌めく響きに彩られて何度も現れ、クライマックスへ向かう。細部にも細やかな配慮の行き届いたピアノ書法には、当時のいわゆる印象派の作曲家たちの影響も感じられるが、旋律やリズムの明瞭さ、独自の響きなどは北フランスの霧ではなく、南フランスの陽光に包まれたセヴラックの音楽の個性を表しており、セヴラックのピアノ音楽探求の一つの頂点を示すものある。

## 演奏時間

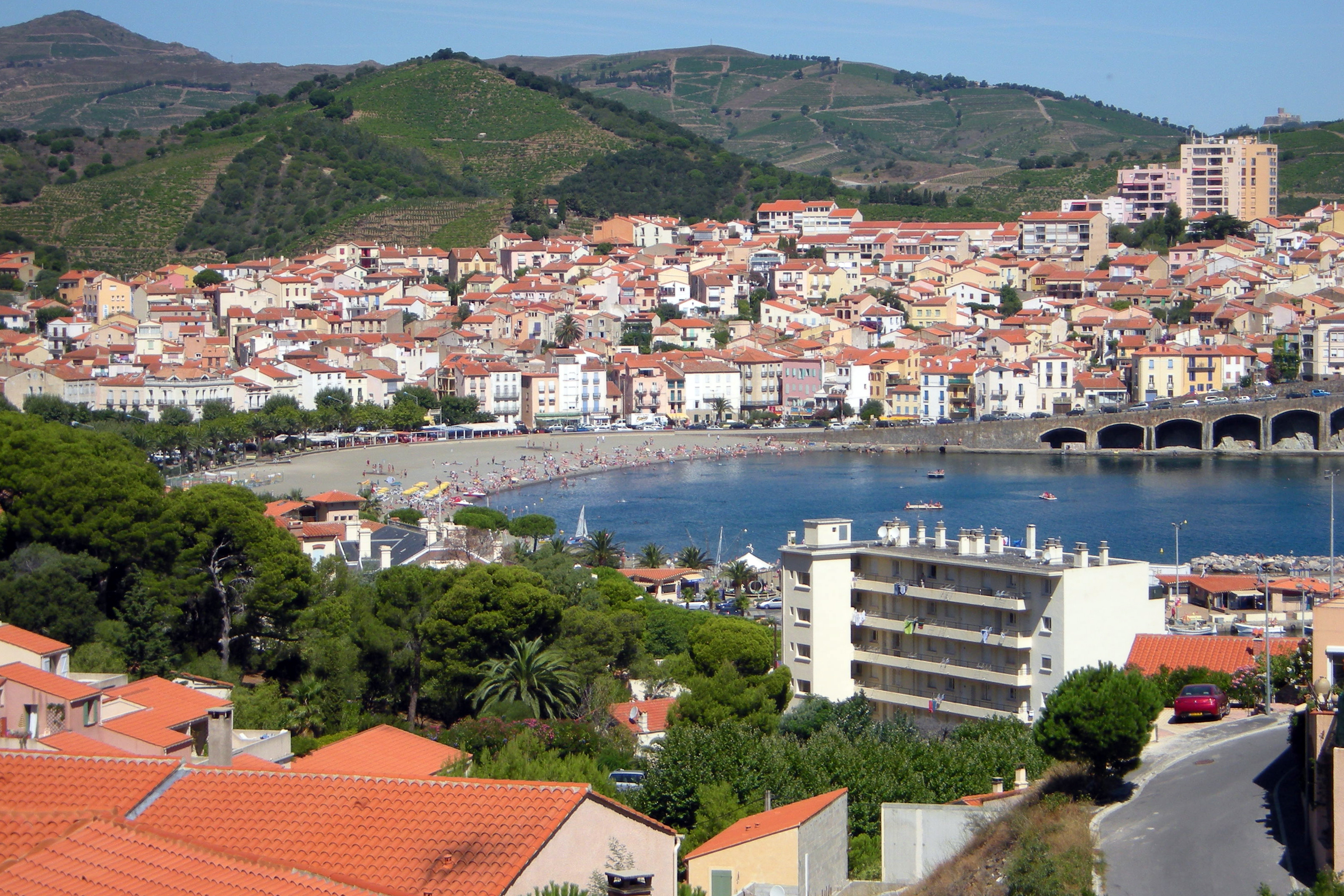
バニュルス

約6分